# Doumé (vattendrag i Kamerun)
Doumé är ett vattendrag i Kamerun.   Det ligger i regionen Östra regionen, i den sydöstra delen av landet, 300 km öster om huvudstaden Yaoundé.